# テレビあっとランダム
テレビあッとランダムとは、テレビ東京系列局にて放送されていた、テレビ東京と三桂の共同製作の情報番組である。司会は関口宏。
製作局のテレビ東京では、1984年10月27日から1990年3月31日まで、毎週土曜日21:00 - 21:54（JST）に生放送されていた。

## 概要
東京に勤めるOLやサラリーマンなど、現代の大人たちの素顔を探る「現代の大人たちウォッチング」や、流行や東京の街角における時代の変化を探る「流行や街角の今昔対比」など、現代社会をテーマにした、生放送の情報番組である（稀に録画放送の回もあった）。
東京キー局5局の中では、土曜21時台で初めて放送された1時間枠のバラエティ番組でもある。当番組が放送される前は、東京キー局はドラマ枠か映画枠のみという状況であったが、当番組以後はテレ東以外の同時間帯では、TBSと日本テレビでバラエティ番組が放送されるようになった。
長らく続いたドラマ枠『日産劇場・大江戸捜査網シリーズ』の後番組で、本番組以後、テレビ東京土曜21時台には「街」をテーマにした番組が放送されている。

## メインコーナー

### オープニング
オープニングは、コロシアム状になっている観客席の後部にあるネオンサインが掲げられた壁を背に司会の関口宏の挨拶とゲスト紹介を経て、関口のコメントを合図に観客席が割れて関口とゲストが入場。スポンサー読み上げと同時に関口・ゲストが所定の位置についていた。スポンサー読み上げの後は、関口が放送当日に行われたプロ野球の話題を持ち出す（試合のスコアを記したフリップボードを見せながら）ことがあった。スポンサーは複数であったが、番組終了の提供クレジットでは筆頭スポンサーである日産自動車のみ水色をバックにし、そのほかの企業のときはブルーバックにしていた。

### 六本木ギャルインタビュー
六本木のギャルやOLの生態を解明、ならびにその時期に話題となったキーワードを見せてそれについて答えてもらうコーナーである。対象が対象なだけにボケ回答を放送するケースが多く、それに対してナレーターのキートン山田がツッコミを入れるのがお決まりのパターンだった。BGMはピーターの「夜と朝のあいだに」。

### 集団じゃんけん
まずスタジオにその日の番組内容に因んだ品物が出てくる。基本的にはひと癖あったものが選ばれていたが、時には10万円相当の豪華客船1泊ディナー御招待などもあった。そして、関口が「欲しい方?」とスタジオの観客に挙手を求め、「欲しい」と思い挙手したスタジオの観客は一斉に起立して（挙手しなかった観客は座ったまま）、優勝者への商品となるその品を賭けて関口とじゃんけんを行う。勝った者以外（負けとあいこ）は敗者となり、着席する。じゃんけんの回数を重ねて勝ち残りを4人まで減らし、最後は2人同士で互いにじゃんけんして優勝者を決める。
現在よく行われている「一人vs多数であいこは負け」の集団じゃんけんは、この番組が始めたものといわれている。この集団じゃんけんにおいて、関口が初回からチョキを2回連続で出すというパターンがあった。次第に観客にもそのパターンが浸透し、初回からグーを連続で出す者が増えたが、ごくまれに関口がチョキ以外を出すこともあり、その際には大量の敗者が発生し、時には初回で残りが10人を割ったこともあった。更に一度だけ観客が全滅したことがあったが、その際はエンディングでもう一度集団じゃんけんを実施し、勝者をエンド5秒のところに写して終了となった。
食品の場合、先方の厚意で観客全員分が届けられたことがあり、その際はじゃんけんをするふりをして、「今日は無しにしましょう」として観客全員に振る舞っていた。

### らんだむ写真館
おもに東京（日によっては横浜など近隣都市も）の街角の今と昔を対比する。昔の白黒写真が出され、次いでその区域の今の姿がビデオ動画で出される。その写真には都電が写っていることも多く、その日の放送内容が東京以外だった場合は、その場所が採り上げられることが多かった（例:阪急神戸線を採り上げた日には大阪の御堂筋の写真が登場した）。BGMは中島みゆきの「時代」のインストゥルメンタル。

### エンディング
「らんだむ写真館」が終わると、関口とゲストが番組内容をおさらいしながら、エンディングのBGMが流れてスタッフロールが放送された。この後に「世界の恋人」（末期はインストゥルメンタルバージョン、別の曲と併用されていた）が流れる日産グループ各社のCMが放送され（日産グループが提供していた地域のみ）、提供読み上げで番組が終了した。
なお、エンディングのBGMは佐藤準の「AT RANDOM」（TV版・未CD化。ソロアルバム『彩〜AYA〜』収録の同名曲は別ヴァージョン）。

## 特集

### 一年生シリーズ
サラリーマンや、千代田区の西神田小学校(現在は廃校)の一年生を特集する。脱サラした男性を追い駆ける企画もあった。

### グルメ特集
旅番組を得意とするテレビ東京らしく、グルメ特集も充実していた。どんな企画であっても中盤で必ず入れられていたため、関口らも「おそらく視聴者の方は、この番組のことだから何か食べ物が出るだろうと思ってらっしゃる方もいるのでは。」と話していたほどだった。「通勤駅弁地図」「駅構内（駅近く）の隠れた美味い名店」「○○線沿線のラーメン店」「昼休みに楽しめる一流レストラン」など、サラリーマン向きの企画が多かった。

### ○○線特集
特定の通勤路線にスポットを当て、沿線の物件、グルメ、デートスポットなどを紹介する。対象となった地域は、山手線、中央本線、東急東横線など、青年が比較的多く、沿線のイメージが上品な路線が多かった。

### 現代これでいいのか
当時社会問題化しつつあった様々な問題について採り上げ、警鐘を鳴らすコーナー。当該コーナーの要素は、のちに関口が総合司会を務める報道番組『サンデーモーニング』（TBSテレビ系）にも大きな影響を与えた。

### モータースポーツ
日産自動車が筆頭スポンサーだったため、モータースポーツの結果を紹介するコーナーもあった。

## ナレーター
- キートン山田
- 根岸雄一

## ゲストパネラー（準レギュラー格）
- 江本孟紀（第1回放送のゲストパネラー）
- 村野武範（同上）
- 梓みちよ（同上）
- アグネス・チャン
- 山藤章二
- 黒鉄ヒロシ
- 鳥越マリ

なお、坂本あきらが特集コーナーのリポーターとしてよく出演していた（スタジオゲストとしては最終回に出演したのみ）。

## ネット局
生放送であったメガTON（TXN）系列局と独立UHF局では「テレビ東京第1スタジオ（後の東京タワースタジオ）から生放送」と表示されたが、遅れネット局では「生」の字の上に「の」と上書きされて表示された。
- メガTON→TXN系列局
  - テレビ東京
  - テレビ愛知
  - テレビ大阪
  - テレビせとうち（1985年10月～1990年3月）
  - テレビ北海道（1989年10月～1990年3月）
- 独立UHF局
  - 岐阜放送・三重テレビ・奈良テレビ・びわ湖放送・テレビ和歌山（スポンサー名はテレビ東京からの映像を中断してブルーバックで入る）
- 系列外番販
  - 北海道文化放送（1986年4月～1989年9月、日曜10:00 - 10:55）

テレビ東京系列局のテレビ北海道が開局する前だったため。
  - テレビ岩手（月曜22:00 - 22:54）
  - 東北放送→打ち切り→仙台放送（放送時期・時間帯は不明）
  - 秋田テレビ（日曜15:00 - 15:55→途中中断→火曜深夜）
  - 山形テレビ（木曜0:30 - 1:20〈水曜深夜〉）[9]
  - 新潟総合テレビ（土曜12:00 - 12:55に遅れネット）
  - 長野放送（1989年3月頃放送、日曜 14:00 - 14:54）[10]
  - テレビ静岡（土曜13:00 - 13:55）

静岡地区では日産自動車とジャンボエンチョー（一時期）がスポンサーだった[11]。
  - 北日本放送（土曜12:00 - 12:50に遅れネット、1987年4月11日に打ち切り[12]）
  - 北陸放送（日曜1:15〈土曜25:15〉から遅れネット、後に月曜10時からの放送に移動し、1990年3月26日で放送終了[13]）
  - 広島テレビ（1987年時点では月曜10:30 - 11:25）
  - 高知放送（1989年3月時点では土曜（金曜深夜）1:10 - 2:05[14]）
  - 福岡放送（日曜12:00 - 12:55）

テレビ東京系列局のTXN九州（TVQ）が開局する前だったため[15]。なお福岡県には日産自動車九州の工場があるため、FBSによる遅れ放送でも日産グループのメイン提供であった[16]。
  - 長崎放送（土曜17:00 - ）

## スポンサー
前番組からの流れで、日産自動車とそのグループ会社（日産グループ）がメインスポンサーで、『世界の恋人』（日産のCMソング。社歌とは別）をBGMとしたCMなどを放送。初期の頃は引き続き日産グループの一社提供であったが、後にスポンサー枠を追加（日産グループの6分枠に加えて、筆頭サブスポンサーのソニーが1分枠、岡三証券・明治製菓等が30秒枠）し複数社提供の筆頭となって最終回まで継続された。なお、「日産自動車（・日産グループ）筆頭の複数社提供」は、後継番組群（『徳光のTVコロンブス』→『出没!アド街ック天国』）で2023年7月現在まで継承されている。